# Echanella
Echanella là một chi bướm đêm thuộc họ Erebidae.

## Loài
- Echanella albibasalis (Holland, 1900) (đồng nghĩa: Echanella purpurea Bethune-Baker, 1908, Echanella rugosa (Holland, 1900))
- Echanella funerea (Bethune-Baker, 1908)
- Echanella hirsutipennis Robinson, 1975
- Echanella obliquistriga A.E. Prout, 1928
- Echanella temperata A.E. Prout, 1928